# Englandsfoss
De Englandsfoss is een waterval in IJsland. Deze waterval ligt in de Tunguá, een riviertje in zuidwest IJsland die uiteindelijk in de Borgarfjörður uitmondt. In de Tunguá komt veel zalm voor, en de Englandsfoss is een populaire plaats om daarop te vissen. Deze waterval is voor de zalm een te groot obstakel om te kunnen nemen, dus stroomopwaarts komt er geen zalm in de rivier meer voor.
De naam is afgeleid van de nabijgelegen, en nu verlaten, boerderij England. De eigenaar daarvan noemde deze boerderij zo als stil protest tegen de toen Deense overheersing.
Een kilometer stroomafwaarts ligt de Laugarfoss.